# Ludovic Orban
Ludovic Orban (rumänskt uttal: [ˈludovik ˈorban]), född 25 maj 1963, är en rumänsk ingenjör och politiker som var Rumäniens premiärminister  4 november 2019–7 december 2020.
Orban är ledare för Nationalliberala partiet (PNL), och var Rumäniens transportminister från april 2007 till december 2008 i det andra regeringen i Călin Popescu-Tăriceanu. Han var också medlem av Rumäniens deputeradekammare för Bukarest från 2008 till 2016.